# تليزا (آيت مسعود)
تليزا هو دُوَّار يقع بجماعة إيموزار، عمالة أكادير إدا وتنان، جهة سوس ماسة في المملكة المغربية. ينتمي الدوّار لمشيخة آيت مسعود التي تضم 10 دواوير. يقدر عدد سكانه بـ 79 نسمة حسب الإحصاء الرسمي للسكان والسكنى لسنة 2004.

## روابط خارجية
- البوابة الوطنية للجماعات الترابية نسخة محفوظة 12 مارس 2018 على موقع واي باك مشين.
- المندوبية السامية للتخطيط